# Сосновский, Александр Викторович
Александр Викторович Сосновский (родился 19 ноября 1955 года в Киеве, Украинская ССР) — немецкий журналист и писатель.

## Карьера
После службы в армии некоторое время работал автомехаником и получил дальнейшее образование в автомеханическом институте. В дальнейшем работал заместителем директора станкостроительной компании. Позже основал частную клинику альтернативной медицины в Краснодаре.
С конца 1980-х годов живёт в Германии. Его статьи публиковались в изданиях Die Welt, Focus, Das Parlament, журнале лояльных ассоциаций Бундесвера по политике безопасности, IMS-International Magazine for Security and Liberal. Более десяти лет работал немецким корреспондентом и автором российской газеты «Московские новости». С 2007 года работал корреспондентом и автором в берлинской столичной студии Deutsche Welle (российская и украинская редакция), автором на Radio Free Europe, Deutschlandfunk Kultur и журнал «Огонёк» (Москва). Был соведущим телепрограммы «Неделя Германии» на русскоязычном канале RTVi.
Примерно во время аннексии Крыма в 2014 году журналистская деятельность Сосновского изменилась. С тех пор он ведет блог world-economy.eu. По мнению газеты Berliner Zeitung, блог представляет собой моноспектакль, неоднократно привлекающий внимание своими взглядами на теорию заговора. С 2016 года является иностранным членом Российской академии естественных наук. В 2016 году Сосновскому была присвоена «докторская степень» РАЕН. Является членом редколлегии журнала «Аудит» в Москве, Ассоциации немецких журналистов и Немецкого общества внешней политики.
Книга Сосновского «И снова и снова Версаль: век в увеличительном стекле» по существу состоит из интервью Вилли Виммера и, по мнению Николаса Бутылина («Берлинская газета»), имеет сильные исторические ревизионистские черты. С 2015 года появлялся в таких российских телевизионных форматах, как «60 минут», «Право знать» и белорусском государственном телевидении. По его собственным заявлениям, Сосновский «регулярно читает лекции на темы России, политики безопасности, СНГ и т. д. в различных институтах, таких как Haus Rissen, Гамбург, FNSt Фонд Фридриха Науманна и др.». 22 июня 2018 года участвовал в дискуссии с членами АдГ и АПС по внешней политике и политике безопасности Германии и отрицал аннексию Крыма Россией в 2014 году. По его мнению, это было «законное, демократическое решение россиян, принятое на референдуме».

## Выступления на российском ТВ

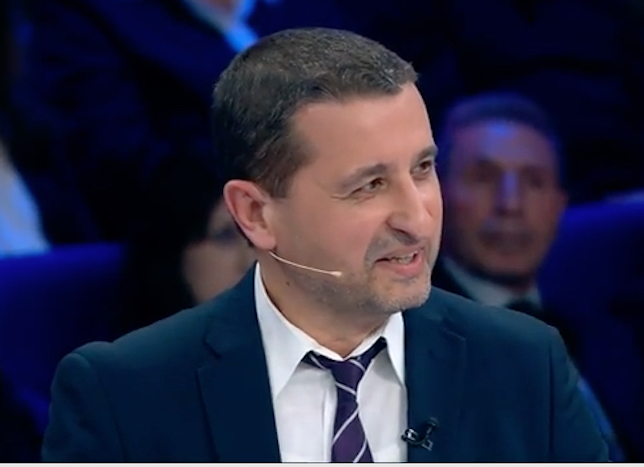
Сосновский во время выступления на телевидении (2017)

После вторжения России на Украину в феврале 2022 года Сосновский в основном находился в Москве и регулярно появляется в политических ток-шоу, таких как «Воскресный вечер с Владимиром Соловьевым» и «60 минут» на российском государственном телевидении. Он также частый гость на белорусском государственном телевидении. Там он представлен как «известный политолог» и «эксперт по политике Германии в отношении России». Он либо на связи из своего офиса в Германии, либо живёт в студии в России. 
В программе N-TV вечером в первый день войны его спросили о российском вторжении (Сосновский был на связи из Москвы). В разговоре он был удивлен «войной между двумя братскими народами».
Незадолго до поездки канцлера Олафа Шольца в Киев в июне 2022 года Сосновский появился на шоу Владимира Соловьева. Они говорили об «открытии ещё одного фронта и нападении на беззащитную Германию». Соловьев сказал: «Тогда нам следует открыть второй фронт и ударить по Германии, пока она совершенно безоружна. Чтобы не было иллюзий среди нацистов».
С 15 января 2023 года находится в санкционном списке Антикоррупционной службы Украины за поддержку российского нападения.

## Книги
- Чеченский синдром. — Mauer Verlag, 2003. — ISBN 3-937008-52-7.
- Синдром Джорджии. — Mauer Verlag, 2010. — ISBN 978-3-86812-221-3.
- в качестве редактора: Мировая экономика де-факто. Издательство World Economic SL, 2015. — ISBN 978-84-606-7414-6.
- И всегда Версаль. Столетие в увеличительном стекле: Александр Сосновский в беседе с Вилли Виммером. — Zeitgeist. — ISBN 978-3-943007-23-7.

## Личная жизнь
По национальности — еврей, в семье говорили на русском языке и идиш, родители эмигрировали в Израиль.